# Dér Józsefné Stigler Teréz
Dér Józsefné Stigler Teréz (Báta, 1893. augusztus 11. – Báta, 1974. január 14.) szövőasszony, tojásfestő, a népművészet mestere.

## Élete
A Sárközi Népművészeti Háziipari Szövetkezet alapító tagjai közé tartozott. Személyéhez fűződött a bátai szövőrészleg megszervezése. Viseletében, szokásaiban, népművészeti tevékenységében hű maradt a bátai hagyományokhoz, mely mintázatában és színezésében eltér a sárközitől. Érthető, hisz ő sem a törzsökös református sárközi magyarság ivadéka, hanem a bátai római katolikusok leszármazottja volt, az ő népi kultúrájukat tanulta, illetve őrizte meg. Szőtteseit tanulmányozva megfigyelhető, hogy a piros és fekete színek mellett egy kevés sárga és kék színt is használt élénkítésre. Idősebb korában a szövés már fárasztotta, ezért felújította a feledésbe merült sárközi hímes tojás készítését és ezen a területen dolgozott élete végéig. A hímes tojás díszítésére számos fiatalasszonyt tanított meg, akik mesterükként tisztelték és tisztelik ma is. A hímes tojás készítése a bátai római katolikus népesség hagyományvilágához tartozott, a többi sárközi településen nem is készítették, csak festett egyszínű piros, barna stb. tojást. 1952-ben népi iparművész, 1958-ban a Népművészet mestere.